# 시가키 료
시가키 료(일본어: 志垣 良, 1980년 5월 9일~)는 일본의 축구 선수, 지도자이다.

## 지도자 경력
2022년 6월 반라우레 하치노헤의 감독으로 취임하였다. 2023년 FC 오사카의 감독으로 취임하였다. 2024년부터 2025년까지 레노파 야마구치 FC에서 감독을 맡았다.